# (17458) Dick
(17458) Dick (1990 TP7) – planetoida z grupy pasa głównego asteroid okrążająca Słońce w ciągu 5,21 lat w średniej odległości 3 j.a. Odkryta 13 października 1990 roku. Nazwa pochodzi od nazwiska znanego pisarza science-fiction – Phillipa K. Dicka.